# Daïras de la wilaya de Jijel

La wilaya de Jijel compte onze daïras (circonscriptions administratives), chacune comprenant plusieurs communes pour un total de vingt-huit communes.

## Daïras de la wilaya de Jijel
1. Chekfa
2. Djimla
3. El Ancer
4. El Aouana
5. El Milia
6. Jijel
7. Settara
8. Sidi Maarouf
9. Taher
10. Texenna
11. Ziama Mansouriah

| Daïra            | Nombre de communes | Communes                                                            |
| ---------------- | ------------------ | ------------------------------------------------------------------- |
| Chekfa           | 4                  | Bordj Tahar, Chekfa, El Kennar Nouchfi, Sidi Abdelaziz              |
| Djimla           | 2                  | Boudriaa Ben Yadjis, Djimla                                         |
| El Ancer         | 4                  | Djemaa Beni Habibi, Bouraoui Belhadef, El Ancer, Kheïri Oued Adjoul |
| El Aouana        | 2                  | El Aouana, Selma Benziada                                           |
| El Milia         | 2                  | El Milia, Ouled Yahia Khedrouche                                    |
| Jijel            | 1                  | Jijel                                                               |
| Settara          | 2                  | Ghebala, Settara                                                    |
| Sidi Maarouf     | 2                  | Ouled Rabah, Sidi Maarouf                                           |
| Taher            | 5                  | Boucif Ouled Askeur, Chahna, Emir Abdelkader, Ouadjana, Taher       |
| Texenna          | 2                  | Kaous, Texenna                                                      |
| Ziama Mansouriah | 2                  | Eraguene, Ziama Mansouriah                                          |